# Liste von Massakern in der Zeit der deutschen Besetzung Italiens

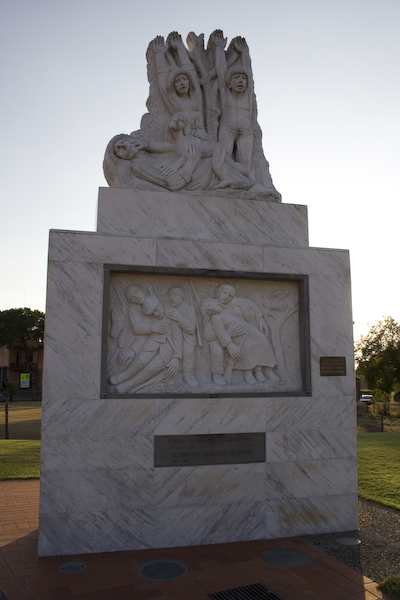
Das zentrale Denkmal für das Massaker am Padule di Fucecchio bei Castelmartini (Larciano), das am 16. September 2002 vom italienischen Staatspräsidenten Carlo Azeglio Ciampi eingeweiht wurde.

Die Liste von Massakern in der Zeit der deutschen Besetzung Italiens (1943–1945) führt Ortsname, Region, Provinz, Datum, Opferanzahl und die hauptsächlich daran beteiligte deutsche, meist militärische Organisation auf. Dies waren hauptsächlich die Wehrmacht und Waffen-SS, aber auch Sicherheitspolizei und SD.
Im Jahr 2009 setzten die damaligen Außenminister Italiens und Deutschlands eine Deutsch-italienische Historikerkommission ein. Als die Historikerkommission im Jahr 2012 ihren Abschlussbericht vorlegte, waren im Anhang 5000 Fälle dokumentiert, in denen es zu Übergriffen wie Plünderungen, Vergewaltigungen und Morde von deutschen Truppen kam. Nach Schätzungen dieser Kommission wurden bei den Massakern und Massenerschießungen 10.000 bis 15.000 Menschen getötet und etwa 30.000 Partisanen fielen oder wurden exekutiert.

## Vorgeschichte
Das faschistische Italien war im Zweiten Weltkrieg mit dem Deutschen Reich verbündet. Es erklärte Frankreich und dem Vereinigten Königreich im Juni 1940 und den Vereinigten Staaten von Amerika gemeinsam mit Deutschland im Dezember 1941 den Krieg.
Nach den schweren Niederlagen in den Afrikafeldzügen (Ostafrika und Nordafrika) sowie der Landung amerikanischer und britischer Truppen auf Sizilien am 10. Juli 1943 wurde am 25. Juli Mussolini gestürzt und auf Befehl von König Viktor Emanuel III. gefangen genommen. Die Partito Nazionale Fascista, die faschistische Partei Italiens, wurde verboten, und nachdem am 8. September 1943 die Regierung Badoglio den Waffenstillstand mit den Alliierten bekannt gegeben hatte, der Fall Achse und die deutsche Besetzung Italiens eingeleitet. Am folgenden Tag startete die alliierte Invasion in Italien mit der Operation Avalanche im Golf von Salerno. Nach der Befreiung Mussolinis durch deutschen Truppen am 12. September 1943 wurde am 26. September in Salò eine Marionettenregierung unter Mussolini proklamiert. Diese Italienische Sozialrepublik (Repubblica Sociale Italiana) (RSI) setzte den Krieg an der Seite Deutschlands fort. Die königlich italienische Armee wurde von den Deutschen entwaffnet und über 600.000 italienische Soldaten als Militärinternierte zur Zwangsarbeit nach Deutschland verbracht. Am 13. Oktober erklärte das Königreich Italien durch Premierminister Badoglio dem Deutschen Reich den Krieg.

## Wehrmacht und Waffen-SS im Kampf gegen Partisanen und Zivilbevölkerung im besetzten Italien 1943–1945

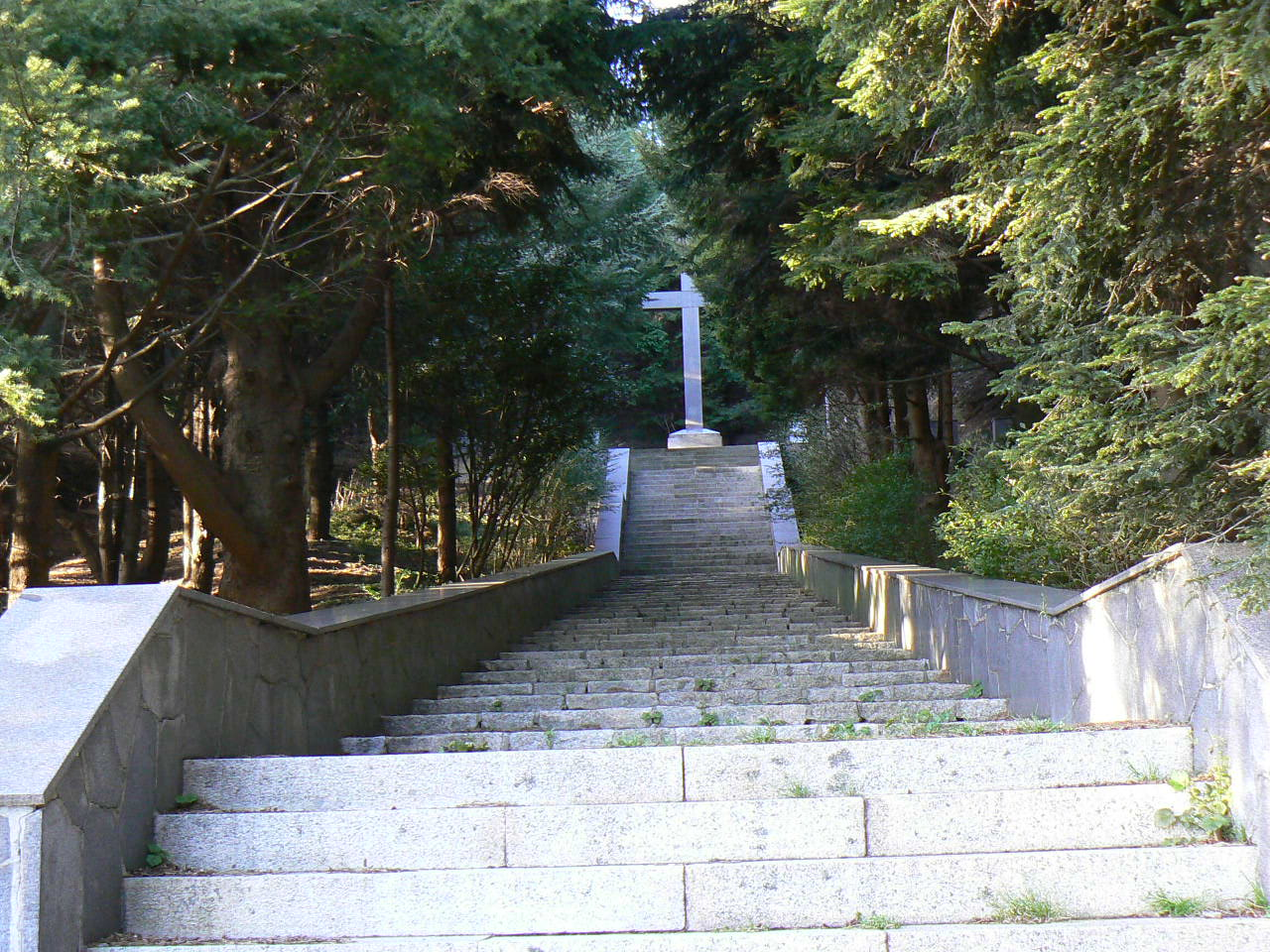
Mahnmal an das Massaker am Turchino-Pass

Auf der Apenninhalbinsel kämpften zwischen Sommer 1943 und Frühjahr 1945 deutsche gegen alliierte Truppen, die antifaschistische Widerstandsbewegung gegen die Faschisten der Italienischen Sozialrepublik und die Partisanen gegen die deutsche Besatzungsmacht. Allein der sogenannte Partisanenkrieg forderte 70.000 bis 80.000 Menschenleben. Ca. 30.000 Partisanen fielen im Kampf oder wurden als Gefangene exekutiert. Schätzungsweise 10.000 italienische Zivilisten wurden bei Massakern und Geiselerschießungen getötet. Die Zahl der deutschen Militär-, Polizei- und SS-Angehörigen, die im Kampf gegen die Resistenza starben, betrug schätzungsweise 3.000 Mann.
Die Schwerpunkte der Gewalt lagen im Frontgebiet und im frontnahen rückwärtigen Raum. Hier kam es zu den meisten schweren Vorfällen mit den höchsten Opferzahlen. Vor allem beim deutschen Rückzug  durch Mittelitalien eskalierte die Gewalt. Neben der militärischen Krise an der Front betrachteten deutsche Soldaten Zivilisten als potenzielle Feinde. Der Partisanenkrieg verbreitete Unsicherheit und Nervosität. Nach Zusammenstößen kam es zu Razzien und als Vergeltung in vielen Dörfern und Städten zu Massenhinrichtungen und Massakern. Die meisten dieser Taten stellten schwere Verstöße gegen das Kriegsvölkerrecht dar, sind also als Kriegsverbrechen zu werten.
Die Erfahrungen der Bevölkerung in Süd- und Mittelitalien unterschieden sich erheblich von denen in Norditalien, das erst mit dem Aufkommen der Widerstandsbewegung und der Entfesselung des  Partisanenkriegs ab 1944 stärker betroffen war. Da die Partisanen den deutschen und italienischen Truppen in offener Feldschlacht unterlegen waren, verlegten sie sich in  Nord- und Mittelitalien auf einen klassischen Guerillakrieg. Dass viele Gruppen aber spätestens ab Sommer 1944 uniformiert waren, ihre Waffen im Kampf offen trugen und somit die völkerrechtlichen Anforderungen erfüllten, um als Kombattanten erkennbar zu sein, machte in den Augen der Deutschen keinen Unterschied. Gefangene Partisanen wurden hingerichtet. Aber auch während des Rückzugs wurden Zivilisten getötet, was mit dem Hinweis auf vermeintliche oder tatsächliche Verstöße gegen militärische Räumungsbefehle gerechtfertigt wurde.

Ein Beispiel für den brutalen Einsatz des Militärs im Massaker von Lipa
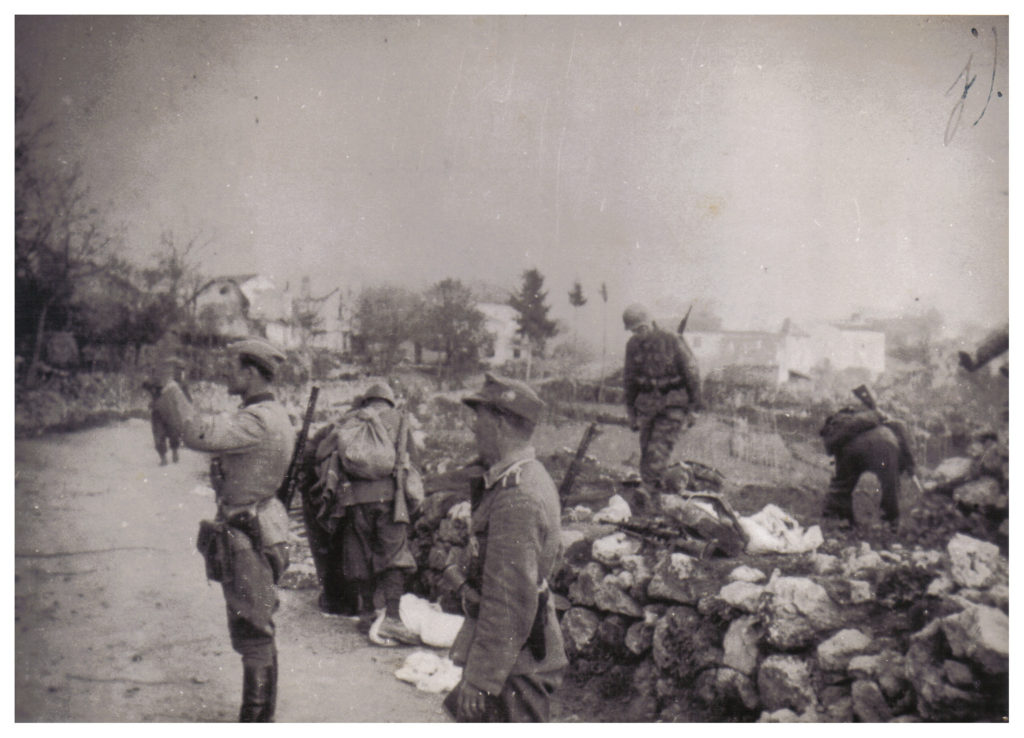
Militäreinsatz in Lipa (links: SS-Obersturmführer Josef Oberhauser)
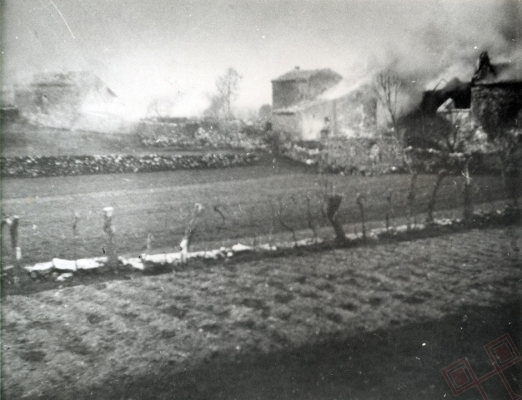
Das brennende Lipa

Wie das Beispiel der 16. SS-Panzergrenadier-Division „Reichsführer SS“ zeigt, mit 2.200 bis 2.400 getöteten Zivilisten der mörderischsten aller deutschen Divisionen in Italien, standen Massaker und Vernichtung von Dörfern immer im direkten oder indirekten Zusammenhang mit Unternehmen zur Partisanenbekämpfung. Die große Masse der Opfer waren Dorfbewohner und Flüchtlinge, darunter viele Frauen und Kinder. Die Zahl der von der Division im Kampf oder bei Vergeltungsaktionen getöteten echten Partisanen dürfte insgesamt nicht mehr als zweistellig sein.
Die Massaker waren durchorganisierte Aktionen, die einer strengen militärischen Regie folgten: Die Dörfer wurden im Morgengrauen umstellt. Dann trieben die Soldaten die Bewohner aus ihren Häusern in ein geschlossenes Areal, wo sie mit Handfeuerwaffen wie Maschinengewehren und -pistolen auf Befehl eines SS-Führers von einzelnen Schützen getötet wurden. In Gebäude wurden auch Handgranaten geworfen. Die Leichen oder die Gebäude wurden anschließend angezündet, um auch eventuelle Überlebende und Zeugen zu töten und Spuren zu verwischen.
Gerade im Operationsgebiet der Wehrmacht reagierte die Truppe auf Angriffe mit drastischen Maßnahmen wie Massenhinrichtungen von willkürlich festgenommenen Zivilisten und gefangenen Partisanen. Dabei wendeten die deutschen Truppen die Vorschriften an, die für den NS-Weltanschauungskrieg im Osten erlassen worden waren. Als das OKW im Mai 1944 den Partisanen den Status von Kriegsgefangenen gewährte, erließ Generalfeldmarschall Albert Kesselring im Juni 1944 Befehle, welche die rücksichtslosen Bestimmungen bekräftigten und für alle auf deutscher Seite eingesetzten Organisationen und Truppen verbindlich erklärten. Über jeglichen Übergriff der Truppen hielt die militärische Führung ihre schützende Hand.

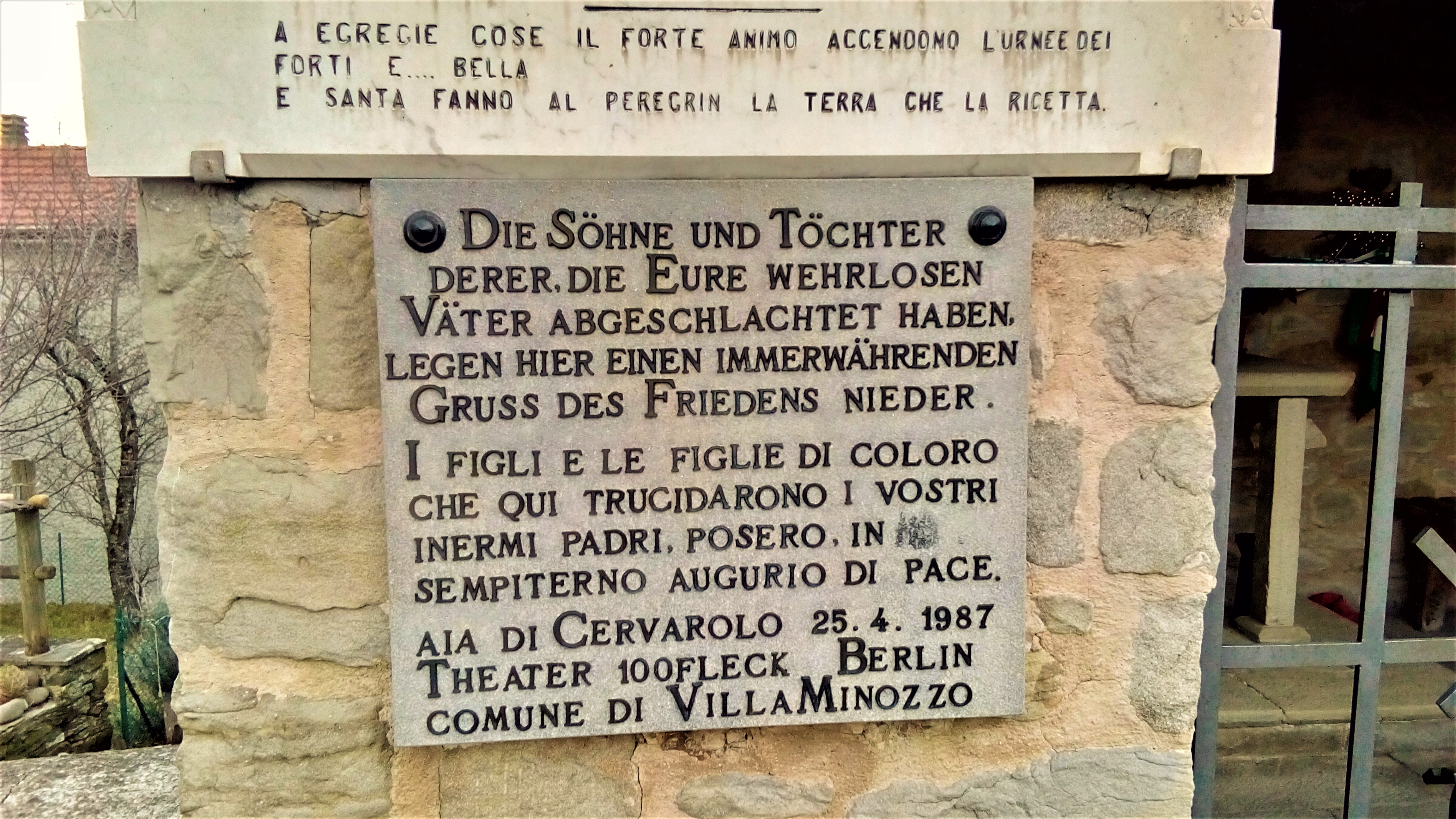
Gedenktafel an die Opfer von Cervarolo und Monchio

Kriegsverbrechen wurden in Italien ebenso von Verbänden der SS wie auch der Wehrmacht begangen. Die einzelnen Truppenteile verhielten sich aber unterschiedlich. Neben überdurchschnittlich gewalttätigen Verbänden, wie der SS-Panzergrenadierdivision „Reichsführer-SS“ und der Fallschirm-Panzer-Division 1 Hermann Göring, bei denen oft ganze Bataillone an der Ermordung von überwiegend Frauen und Kindern beteiligt waren, mordeten in anderen Verbänden eher kleine Gruppen oder Einzelpersonen. Die meisten Divisionen und Einheiten des Heeres töteten vor allem Männer, ohne indes zwischen Jugendlichen, Männern in wehrfähigem Alter, Alten und Greisen zu unterscheiden. Die rückwärtigen Verbände, Kommandanturen und Polizeieinheiten agierten dagegen oft zurückhaltender als die Fronttruppen, ohne jedoch weniger brutal zu handeln. Ihre gezielteren Maßnahmen trafen aber eher die Partisanen als die allgemeine Bevölkerung. Es gab auch Divisionen, die mit Gewalttaten kaum in Erscheinung traten, obwohl sie lange im Partisanengebiet eingesetzt waren, beispielsweise die 232. Infanterie-Division. Von ihr ist als einziger Fall die Tötung von fünf Frauen durch einen Leutnant überliefert.
Es kam ferner zu Massakern an Juden, wie im Massaker vom Lago Maggiore vom September 1943 durch die Leibstandarte SS Adolf Hitler.

## Erläuterung
In der nachfolgenden Tabelle sind die Massaker mit über 50 Opfern dargestellt (ausführlich beschriebene Massaker sind mit einem * gekennzeichnet). Die Opferzahlen sind der Datenbank Atlante delle Stragi Naziste e Fasciste in Italia (dt. Atlas der nazistischen und faschistischen Massaker in Italien) entnommen, in der 5.856 Fälle mit 24.380 Opfern (Stand 31. Oktober 2019) gelistet und in italienischer Sprache beschrieben sind. In den unten aufgelisteten 45 Massakern waren laut Atlas insgesamt 5.309 Opfer zu beklagen.
| Ort                                      | Region                  | Provinz       | Datum                           | Opfer | Einheit                                                                        |
| ---------------------------------------- | ----------------------- | ------------- | ------------------------------- | ----- | ------------------------------------------------------------------------------ |
| Marzabotto *                             | Emilia-Romagna          | Bologna       | 29. September – 1. Oktober 1944 | 770   | 16. SS-Panzergrenadier-Division „Reichsführer SS“                              |
| Sant’Anna Stazzema *                     | Toskana                 | Lucca         | 12. August 1944                 | 394   | 16. SS-Panzergrenadier-Division „Reichsführer SS“                              |
| Ardeatinische Höhlen *                   | Latium                  | Rom           | 24. März 1944                   | 334   | Sicherheitspolizei und SD                                                      |
| Lipa, Elsane, Bisterza *                 |                         | Fiume         | 30. April 1944                  | 269   | SS-Karstwehr Bataillon                                                         |
| Padule di Fucecchio *                    | Toskana                 | Florenz       | 23. August 1944                 | 174   | 26. Panzer-Division                                                            |
| Cavriglia *                              | Toskana                 | Arezzo        | 4. Juni 1944                    | 173   | Fallschirm-Panzer-Division 1 Hermann Göring                                    |
| Vinca *                                  | Toskana                 | Massa-Carrara | 24. – 27. August 1944           | 162   | 16. SS-Panzergrenadier-Division „Reichsführer SS“                              |
| San Terenzo Monti *                      | Toskana                 | Massa-Carrara | 17. – 19. August 1944           | 159   | 16. SS-Panzergrenadier-Division „Reichsführer SS“                              |
| Pisino *                                 |                         | Pola          | 4. Oktober 1943                 | 157   | SS-Panzergrenadier-Division LSSAH                                              |
| Frigido *                                | Toskana                 | Massa-Carrara | 16. September 1944              | 149   | 16. SS-Panzergrenadier-Division „Reichsführer SS“                              |
| Civitella in Val di Chiana *             | Toskana                 | Arezzo        | 29. Juni 1944                   | 146   | Fallschirm-Panzer-Division 1 Hermann Göring                                    |
| Monchio, Susano, Costirgnano, Palagano * | Emilia-Romagna          | Modena        | 18. März 1944                   | 130   | Fallschirm-Panzer-Division 1 Hermann Göring                                    |
| Pietransieri, Roccaraso *                | Abruzzen                | L’Aquila      | 21. November 1943               | 125   | 1. Fallschirmjäger-Division                                                    |
| San Martino di Lupari *                  | Venetien                | Padua         | 29. April 1945                  | 125   | 29. Panzergrenadier-Division                                                   |
| Vallucciole, Pradovecchio, Stia *        | Emilia-Romagna          | Bologna       | 13. Oktober 1944                | 107   | Fallschirm-Panzer-Division 1 Hermann Göring                                    |
| Kloster Benedicta, Bosio *               | Piemont                 | Alessandria   | 6. – 11. April 1944             | 97    | 356. Infanterie-Division und andere Einheiten                                  |
| Neapel *                                 | Kampanien               | Neapel        | 1. Oktober 1943                 | 93    | II./Panzer-Artillerie-Regiment der Fallschirm-Panzer-Division 1 Hermann Göring |
| Acerra *                                 | Kampanien               | Neapel        | 1. – 3. Oktober 1943            | 84    | Fallschirm-Panzer-Division 1 Hermann Göring                                    |
| Tissano, Visignano                       |                         | Pola          | 11. September 1943              | 84    | 71. Infanterie-Division                                                        |
| Castelnuovo di Val di Cecina             | Toskana                 | Pisa          | 13. – 14. Juni 1944             | 77    | 3. Polizei-Freiwilligen-Bataillon Italien                                      |
| Monte di Nese, Alzano Lombardo           | Lombardei               | Bergamo       | 13. April 1945                  | 73    | nicht bekannt                                                                  |
| Opicina                                  | Friaul-Julisch Venetien | Triest        | 3. April 1944                   | 71    | nicht bekannt                                                                  |
| Birchini, Castelnuovo d’Istria           |                         | Fiume         | 18. Mai 1944                    | 70    | SS-Polizei-Regiment 15                                                         |
| Fossoli *                                | Emilia-Romagna          | Modena        | 12. Juli 1944                   | 67    | Sicherheitspolizei und SD                                                      |
| Cividale del Friuli                      | Friaul-Julisch Venetien | Udine         | unbekannt                       | 66    | 24. Waffen-Gebirgs-(Karstjäger-)Division der SS                                |
| Ronchidoso, Gaggio Montano               | Emilia-Romagna          | Bologna       | 28. – 30. September 1944        | 66    | 65. Infanterie-Division, 42. Jäger-Division                                    |
| Tavolicci, Verghereto                    | Emilia-Romagna          | Forlì-Cesena  | 22. Juli 1944                   | 64    | 4. Polizei-Freiwilligen-Bataillon-Italien                                      |
| Grugliasco                               | Piemont                 | Turin         | 30. April 1945                  | 64    | 34. Infanterie-Division, 5. Gebirgs-Division                                   |
| San Polo, Arezzo                         | Toskana                 | Arezzo        | 14. Juli 1944                   | 63    | 94. Infanterie-Division                                                        |
| Pedescala, Valdastico                    | Venetien                | Vicenza       | 30. April – 2. Mai 1945         | 63    | mehrere Einheiten                                                              |
| Bergiola Foscalina *                     | Toskana                 | Massa-Carrara | 16. September 1944              | 61    | 16. SS-Panzergrenadier-Division „Reichsführer SS“                              |
| Forno, Massa                             | Toskana                 | Massa-Carrara | 13. Juni 1944                   | 60    | Festungs-Brigade 135 und andere Einheiten                                      |
| Turchino-Pass *                          | Ligurien                | Genua         | 19. Mai 1944                    | 59    | Sicherheitspolizei und SD                                                      |
| Camerino                                 | Marken                  | Macerata      | 24. Juni 1944                   | 59    | 5. Gebirgs-Division                                                            |
| Gimino                                   |                         | Pola          | 7. Oktober 1943                 | 58    | SS-Panzergrenadier-Division LSSAH                                              |
| San Pancrazio *                          | Toskana                 | Arezzo        | 29. Juni 1944                   | 58    | Fallschirm-Panzer-Division 1 Hermann Göring                                    |
| Madonna dell’Albero, Ravenna             | Emilia-Romagna          | Ravenna       | 27. November 1944               | 56    | 114. Jäger-Division                                                            |
| Guardistallo                             | Toskana                 | Pisa          | 29. Juni 1944                   | 55    | 19. Luftwaffen-Felddivision                                                    |
| Bellona                                  | Kampanien               | Caserta       | 7. Oktober 1943                 | 54    | 15. Panzergrenadier-Division                                                   |
| Bahnhof San Ruffillo, Bologna            | Emilia-Romagna          | Bologna       | 10. Februar 1945                | 53    | Sicherheitspolizei und SD                                                      |
| Giaveno                                  | Piemont                 | Turin         | 29. November 1944               | 52    | nicht bekannt                                                                  |
| Cumiana                                  | Piemont                 | Turin         | 3. April 1944                   | 51    | SS-Karstwehr Bataillon                                                         |
| Via Ghega, Triest                        | Friaul-Julisch Venetien | Triest        | 23. April 1944                  | 51    | nicht bekannt                                                                  |
| Massarosa                                | Toskana                 | Lucca         | 11. August 1944                 | 51    | 16. SS-Panzergrenadier-Division „Reichsführer SS“                              |
| Avasinis *                               | Friaul-Julisch Venetien | Udine         | 2. Mai 1945                     | 51    | 24. Waffen-Gebirgs-(Karstjäger-)Division der SS                                |

## Strafrechtliche Aufarbeitung
- Prozess gegen Generalfeldmarschall Albert Kesselring in Mestre 1947 wegen Geiselerschießungen und Bandenbekämpfung
- Prozess gegen Generalleutnant Kurt Mälzer und Generaloberst Eberhard von Mackensen in Rom 1946